# Tyst vrede
Tyst vrede (engelska: The Angry Silence) är en brittisk dramafilm från 1960 i regi av Guy Green.

## Handling
Tom Curtis får betala ett högt pris när han vägrar att delta i en vild strejk.

## Rollista i urval
- Richard Attenborough - Tom Curtis
- Pier Angeli - Anna Curtis
- Michael Craig - Joe Wallace
- Bernard Lee - Bert Connolly
- Geoffrey Keen - Davis
- Laurence Naismith - Martindale
- Russell Napier - Sid Thompson
- Alfred Burke - Travers
- Penelope Horner - Pat
- Oliver Reed - Mick